# Russ Hunt
Russell Francis "Russ" Hunt (21 de março de 1911 — 30 de setembro de 1992) foi um ciclista canadense que competia em provas de pista. Ele representou o Canadá nos Jogos Olímpicos de Los Angeles 1932, terminando em quarto lugar na prova de perseguição por equipes.